# Província Claretiana do Brasil
A Província Claretiana do Brasil ou simplesmente Missionários Claretianos no Brasil/Moçambique é uma circunscrição da Congregação dos Missionários Filhos do Imaculado Coração de Maria que está presente em vários estados do Brasil e em Moçambique. Criada em 19 de novembro de 1895 a partir de um grupo de jovens missionários espanhóis chegaram no Porto de Santos para o trabalho evangangelização e missão na Terra de Santa Cruz.

## Governo provincial
O atual governo provincial é constituída pelos padres seguintes:
- Superior Provincial - Pe. Eguione Nogueira Ricardo[2], C.M.F.
- Vigário Provincial - Pe. Marcos Antônio Mendes, C.M.F.

### Consultores
- Prefeitura de Apostolado - Pe. José Heitor Vasconcelos de Menezes, C.M.F.
- Prefeitura de Economia - Pe. Wagner de Aragão Brito Sobrinho, C.M.F.
- Consultor Provincial - Pe. Marcos Antônio Mendes, C.M.F.
- Consultor Provincial - Pe. José Valentim de Carvalho, C.M.F.

### Secretário provincial
Pe. Pedro Divino de Vilas Boas, C.M.F.

### Prefeituras
- Prefeitura de Espiritualidade e Bíblia - Pe. Antônio Carlos Ferreira, C.M.F.
- Prefeitura de Formação - Pe. Marcos Aurélio Loro, C.M.F.
- Prefeitura de Pastoral Juvenil e Vocacional - Pe. Ricardo Alexandre Alves Albuquerque, C.M.F.

## Pastoral Vocacional
A Província Claretiana do Brasil, por meio da Pastoral Vocacional (Ser Claretiano) (https://claret.org.br/p/claretianos/pastoral-vocacional), acolhe jovens e adultos interessados em ingressar para na Congregação Claretiana. As etapas de formação do religioso, compreendem de estudo, vivência, missão e oração.